# آدم ساري
آدم ساري (بالتركية: Adem Sarı؛ بالألمانية: Adem Sarı) هو لاعب كرة قدم تركي وألماني في مركز الهجوم، ولد في 9 مايو 1985 في فيلينغن-شفنينغن في ألمانيا. لعب مع آلتاي إزمير وإسكيشهرسبور ودينيزلي سبور وسامسون سبور وشانلي أورفا سبور ونادي هوفنهايم.

## وصلات خارجية
- آدم ساري على موقع اتحاد تركيا (لاعب) (الإنجليزية)
- آدم ساري على موقع قاعدة بيانات كرة القدم.إي يو (الإنجليزية)
- آدم ساري على موقع Soccerway.com (الإنجليزية)
- آدم ساري على موقع عالم كرة القدم.نت (الإنجليزية)